# 32570 Peruindiana
32570 Peruindiana è un asteroide della fascia principale. Scoperto nel 2001, presenta un'orbita caratterizzata da un semiasse maggiore pari a 2,5925913 UA e da un'eccentricità di 0,2187263, inclinata di 11,71886° rispetto all'eclittica.